# Djedkheperew
Djedkheperew (también conocido como Djedkheperu) fue un faraón egipcio de la decimotercera Dinastía que reinó durante un período estimado no superior a los dos años, sobre 1734-1732 a dé C.. Según los egiptólogos Kim Ryholt y Darrell Baker, habría sido el 17.º rey de esta dinastía.
Djedkheperew es el nombre de Horus de este faraón, los restantes nombres son en la actualidad desconocidos
.

## Certificados
El reinado de Djedkheperew está confirmado por once impresiones  de sellos encontradas en las fortalezas egipcias de la segunda catarata en la región de Nubia. Diez de estas impresiones fueron encontradas en Uronarti junto con impresiones de sello de los faraones del segundo periodo intermedio Sekhemrekhutawy Khabaw y Maaibre Sheshi y la última de ellas fue descubierta en la fortaleza de Mirgissa. 
Además de las impresiones de sello, la existencia real de Djedkheperew está también autenticada por la conocida como “La cama de Osiris”, una enorme escultura de basalto negro que represente al dios Osiris acostado sobre un catafalco. La escultura  fue encontrada en la tumba O del Faraón de la primera dinastía  Djer, en la necrópolis de Umm el-Qaab, en Abidos, que fue considerada en épocas posteriores la tumba de Osiris. La escultura que se guarda actualmente  en el Museo Egipcio de El Cairo fue atribuida anteriormente al faraón Khendjer de la misma dinastía, por el Profesor Anthony Leahy Leahy de la  University of Birmingham, pero recientes exámenes de las inscripciones ha demostrado que originalmente llevaba el nombre de Djedkheperew y que fue borrado en algún momento en la antigüedad, pero que conservó lo suficiente como para que fuese aún legible. 

#### Canon de Turín
En el canon de Turín no se menciona y Ryholt cree que esto se debe a que el reinado de Djedkheperew, como la de su predecesor Sekhemrekhutawy Khabaw, están ausentes del canon debido a un vacío en el documento desde donde fue copiado el canon.

## Familia y reinado
Según Ryholt, Djedkheperew sería un hermano de su predecesor Sekhemrekhutawy Khabaw y un hijo del Faraón Hor Awibre. Ryholt basa su conclusión en los sellos de Uronarti y la Cama de Osiris. Los sellos muestran que Khabaw y Djedkheperew reinarían muy cerca en el tiempo, mientras que lo que queda del nombre de Djedkheperew en la Cama de Osiris muestra que su nomen comenzó con Hor. Esto sugiere que el nomen de Djedkheperew indicaba su filiación a Hor. Como se sabe que Khabaw había sucedido a Hor, Ryholt dedujo que Djedkheperew era el hermano y sucesor de Khabaw.

## Titulatura
| Titulatura | Jeroglífico | Transliteración (transcripción) - traducción - (referencias) |

| G5 |

| G5 |

| R11 | R11 | L1 | G43 |

| R11 | R11 | L1 | G43 |

| R11 | R11 | L1 | G43 |

| R11 | R11 | L1 | G43 |

| G5 |

| G5 |

| R11 | R11 | L1 | G43 |

| R11 | R11 | L1 | G43 |

| R11 | R11 | L1 | G43 |

| R11 | R11 | L1 | G43 |

| Predecesor: Sekhemrekhutawy Khabaw | Faraón Dinastía XIII | Sucesor: Amenemhat VII |